# Trees of Eternity
La banda Trees of Eternity fue una banda de doom metal/gótico originaria de Örebro, Suecia. La banda fue fundada en 2009 como una colaboración musical entre el guitarrista finlandés Juha Raivio y la cantante sueca nacida en Sudáfrica Aleah Stanbridge.

## Biografía
Julia Liane Stanbridge conocida como Aleah falleció el 18 de abril de 2016 con tan solo 39 años, víctima de un cáncer.

## Discografía

### Álbumes
- Black Ocean - Demo (2013)
- Hour of The Nightingale (2016)